# Východ slunce

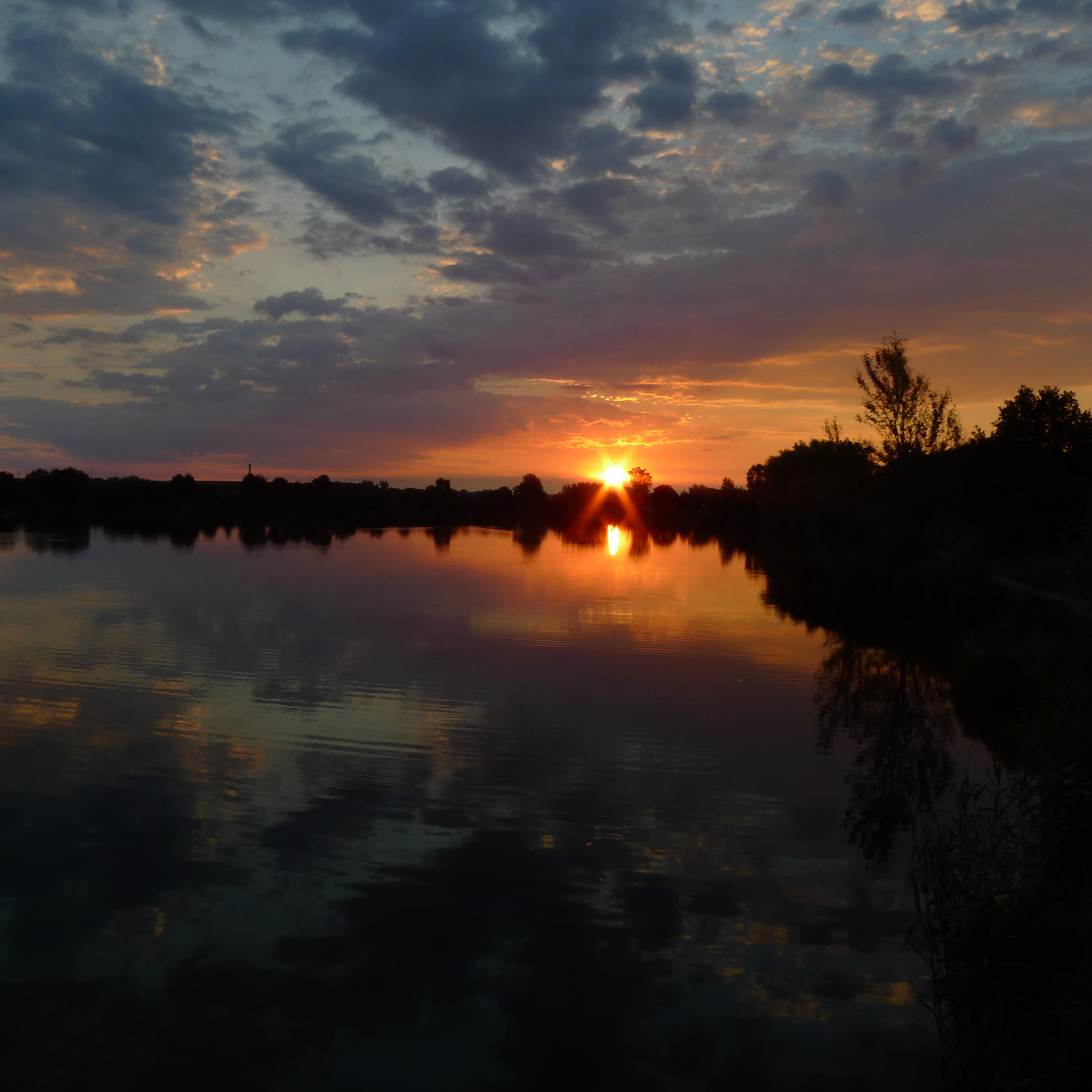
Východ slunce nad pískovnou v Mlékojedech

Východ slunce je každodenní vystoupení slunce nad obzor v důsledku zemské rotace nebo rotace kolem vlastní osy pro jiná tělesa Sluneční soustavy. Z astronomického hlediska je to okamžik, kdy pozorovatel zaznamená první přímý sluneční paprsek, v obecném jazyce může označovat i celý proces výstupu slunečního kotouče nad čáru obzoru. Východu slunce předchází svítání (neboli ranní soumrak), kterým končí noc a začíná den.

## Charakteristika
Občanský soumrak začíná ráno okamžikem, v němž se střed slunečního kotouče nachází 6° pod horizontem, a končí východem Slunce, kdy se horní okraj slunečního kotouče nachází přesně na ideálním horizontu – pro pozorovatele – za průměrných atmosférických podmínek při hladině moře. Vzhledem k refrakci (atmosférické neboli terestrické refrakci) je však skutečná poloha horního okraje slunečního disku v daném časovém úseku průměrně 0° 34' pod horizontem. Refrakce tak způsobuje objektivní optickou iluzi viditelného Slunce, ačkoli je stále pod horizontem. Její velikost je dána především hustotou vzduchu, to znamená, že se zvyšuje se stoupajícím tlakem nebo klesající teplotou. Variace refrakce ve středních zeměpisných šířkách běžně způsobují proti vypočteným dobám odchylky východu slunce více než půl minuty, vzácněji i několik minut. Celkově vlivem refrakce dochází k prodloužení dne o 8–12 minut (v zeměpisných šířkách Česka; v polárních oblastech výjimečně až o týdny). Tento jev je také v úrovni obzoru příčinou vizuálního zploštění disku na úkor jeho výšky.
Těsně po východu slunce může být pozorován optický fenomén tzv. zelený paprsek, na němž se vedle refrakce podílí i světelná disperze. Obvykle trvá jednu až dvě sekundy, výjimečně i mnohem déle.
Po východu je Slunce také předmětem čistě kognitivní iluze, kdy se zdá větší, než když vystoupí výše na oblohu. Jev analogický měsíční iluzi dosud nemá uspokojivé vysvětlení.
Za hranicí polárního kruhu nastává polární den, jestliže nejméně jeden den tzv. půlnoční slunce nezapadne pod obzor a nenastane noc bez slunečního světla. Opakem polárního dne je polární noc, kdy naopak Slunce nevystoupí nad horizont.
Do 16. století panovala v řadě kultur a náboženství představa geocentrického modelu Země jako nepohyblivého středu vesmíru, okolo něhož rotují další tělesa. Daný přístup nahradil astronom Mikuláš Koperník heliocentrickým modelem s centrálně postaveným Sluncem a pohybující se Zemí.

## Galerie

Mohavská poušť
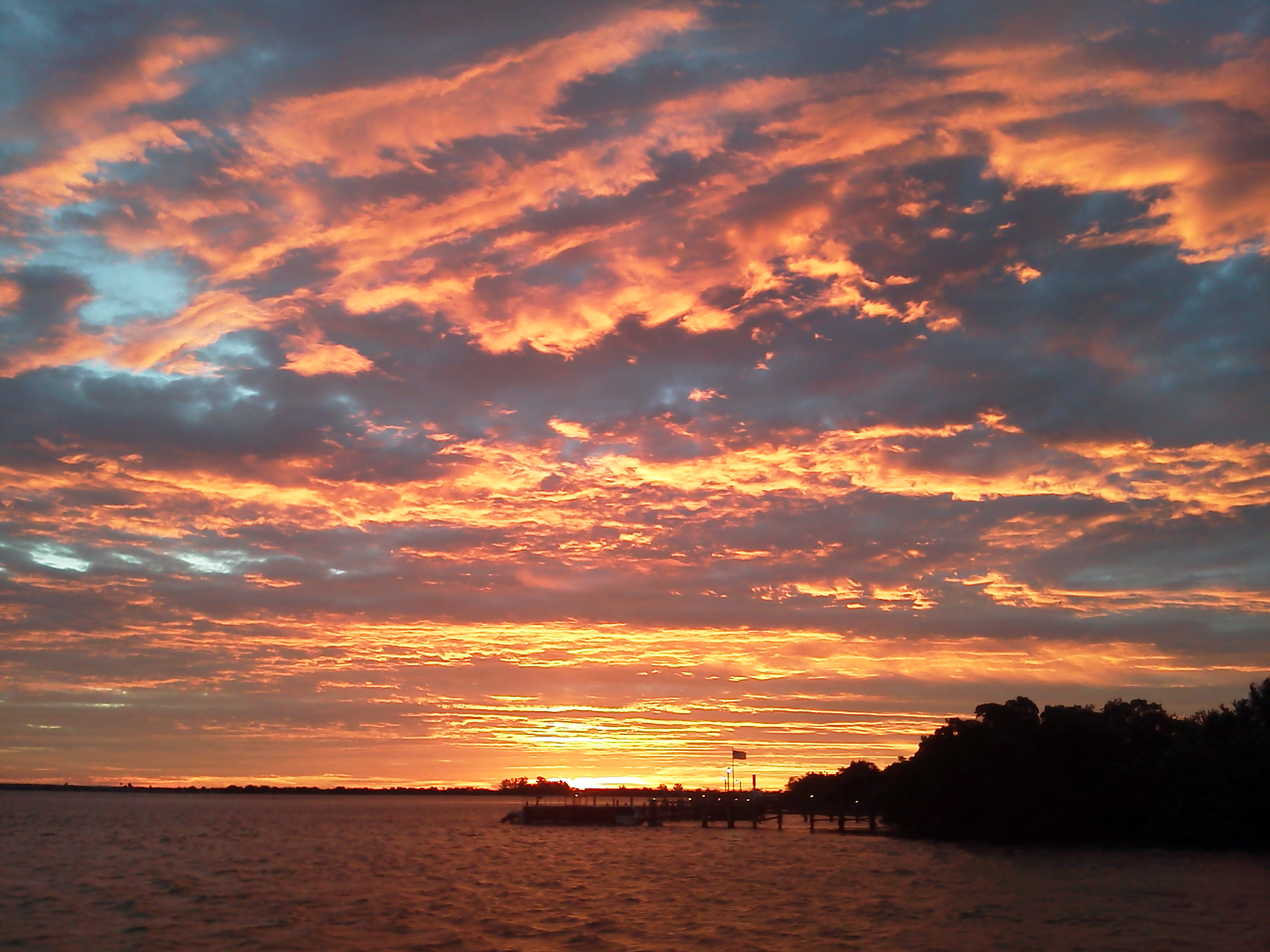
Přístav Placida, Florida
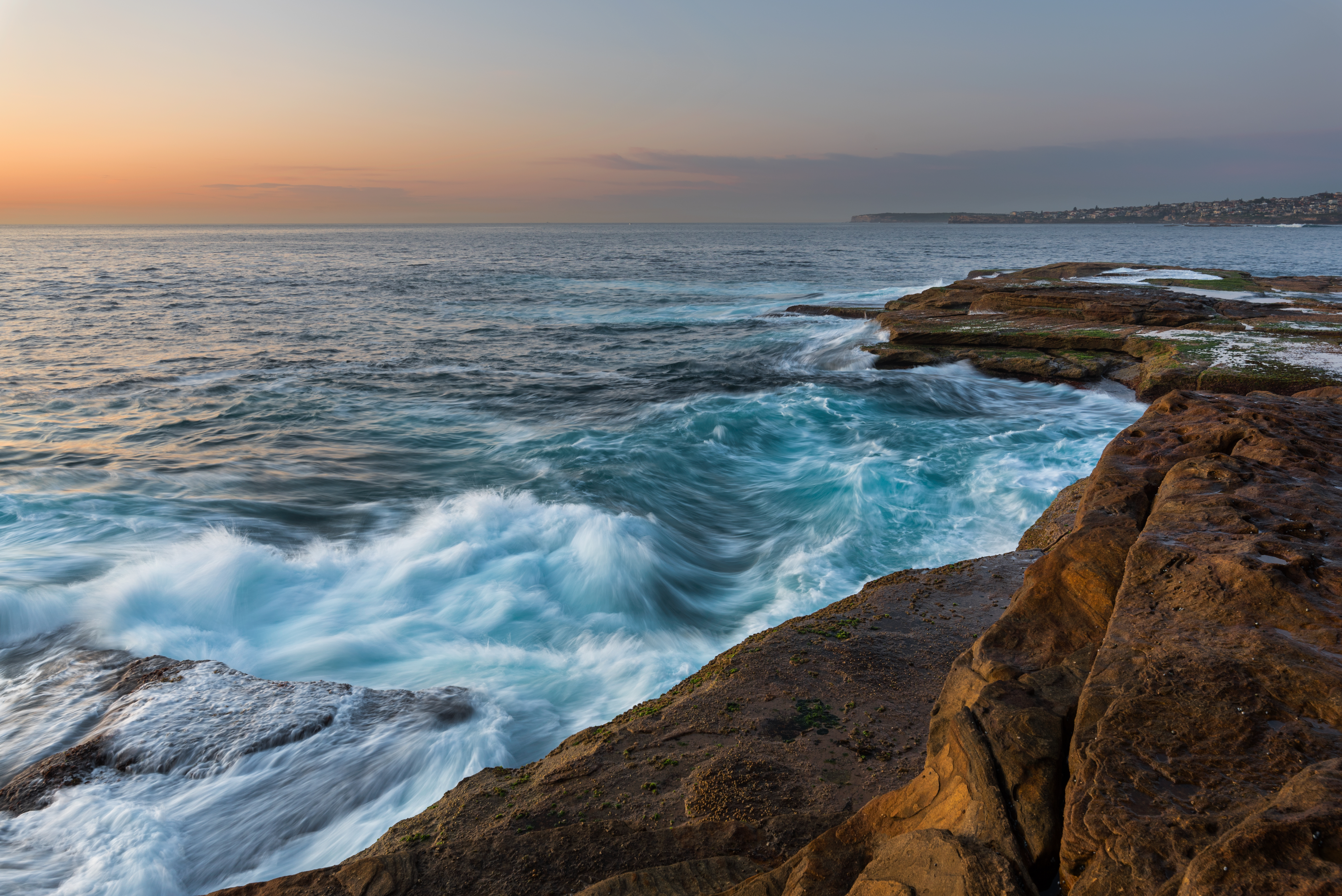
Sydney, Austrálie
- Videozáznam východu slunce